# Veryhachium
Veryhachium trisulcum
Genre
Espèce
Espèces de rang inférieur
- six espèces : voir paragraphe #Liste des espèces
- †Veryhachium trisulcum,Deunff, 1954, espèce type

Veryhachium est un genre fossile d'acritarches, des microfossiles à paroi organique, c’est-à-dire des palynomorphes, auxquels il n'est pas possible d'attribuer une affinité biologique avec certitude (on les regroupe dans les Biota incertae sedis). 
Le genre regroupe six espèces dont l'espèce type Veryhachium trisulcum.

## Systématique
Le genre Veryhachium et l'espèce Veryhachium trisulcum sont décrits par Deunff en 1954.
Selon Paleobiology Database en 2023, le genre cumule 114 collections pour 153 occurrences de fossiles sur les continents Europe, Amérique (Ohio et Oklahoma), Afrique, Asie (Arabie saoudite) et Antarctique,  mais en excluant l'Océanie et Australie.

## Définition deVeryhachium
Deunff, en 1954, décrit Veryhachium comme des « microorganismes planctoniques fossiles conservés à l'état de matière organique, le plus souvent de couleur jaune ou brune parfois noire, coque à paroi lisse ou granuleuse. Forme générale dépendant du nombre de processus (de 1 à 8), non globuleuse, sauf lorsqu’il n’y a qu'une seule corne. Processus presque toujours pointus, généralement longs ou très longs, souvent recourbés. Diamètre du corps de la coque 10 à 40 µm, rarement inférieur ou supérieur. Envergure totale pouvant atteindre 100 µm et plus ».
Plusieurs centaines d’espèces ont été décrites depuis 1954. Elles ont été attribuées à différents groupes morphologiques. Servais et al. (2007) distinguent deux groupes dans l’Ordovicien inférieur, Veryhachium trispinosum de forme triangulaire, et Veryhachium lairdii, de forme rectangulaire.

## Liste des espèces
Selon Paleobiology Database en 2023, le genre compte les six espèces référencées suivantes :
- Veryhachium brevispinum, Horowitz 1974
- Veryhachium downiei, Stockmans and Williere 1962
- Veryhachium patulum, Wicander 1974
- Veryhachium reductum, Deunff 1958
- Veryhachium singulare, Burger 1980
- Veryhachium trisulcum, Deunff 1954 (espèce type)[3]

### Publication originale
- Jean Deunff, Veryhachium, genre nouveau d'Hystrichosphères du Primaire, coll. « Compte rendu sommaire des séances de la société géologique de France », 1954, 305-306 p., chap. 13.